# سگ‌ها (فیلم ۲۰۲۳)
سگ‌ها (به هندی: Kuttey) و (به انگلیسی: Dogs) فیلمی هندی محصول سال ۲۰۲۳ و به کارگردانی آسمان بهاردواج است. در این فیلم بازیگرانی همچون تابو، آرجون کاپور، نصیرالدین شاه، رادیکا مادان، کونکونا سن شارما، اشیش ویدیارتی و آنورانگ کاشیاپ ایفای نقش کرده‌اند.